# Ian Ousley
Ian Luke Ousley (College Station, 28 marzo 2002) è un attore statunitense.

## Filmografia
- Sorry for Your Loss – serie TV, episodio 2x04 (2019)
- Tredici – serie TV, 3 episodi (2019-2020)[1]
- Young Sheldon – serie TV, episodio 3x19 (2020)[2]
- Cambio di direzione – serie TV, 2 episodi (2021)[3]
- Physical – serie TV, 4 episodi (2021)[3]
- Avatar - La leggenda di Aang – serie TV (2024-) – Sokka

## Doppiatori italiani
Nelle versioni in italiano delle opere in cui ha recitato, Ian Ousley è stato doppiato da:
- Alex Polidori in Avatar - La leggenda di Aang